# سیمون سیمون
سیمون سیمون (فرانسوی: Simone Simon‎؛ ۲۳ آوریل ۱۹۱۰ – ۲۲ فوریهٔ ۲۰۰۵) یک هنرپیشه اهل فرانسه بود. وی بین سال‌های ۱۹۳۱ تا ۱۹۷۳ میلادی فعالیت می‌کرد. از فیلم‌های او می‌توان به سیر در عرش، پسری از آمریکا، حیوان آدم‌نما و مادموازل فی‌فی اشاره کرد.